# Arkadi Bochkariov
Arkadi Andréievich Bochkariov, en ruso: Аркадий Андреевич Бочкарёв (nacido el 24 de febrero de 1931 y muerto el 29 de marzo de 1988) fue un jugador soviético de baloncesto. Consiguió cuatro medallas en competiciones internacionales con la selección de la Unión Soviética.

## Palmarés
- Copa de Europa: 2

CSKA Moscú:  1961, 1963.